# 주토피아 2
《주토피아 2》(영어: Zootopia 2)는 2025년 개봉 예정인 미국의 버디, 액션 코미디 영화이다. 2016년 영화 《주토피아》의 속편이다.

## 성우진
- 지니퍼 굿윈 - 주디 홉스
- 제이슨 베이트먼 - 닉 와일드
- 키호이콴 - 게리